# Bucchero-Amphore von Formello

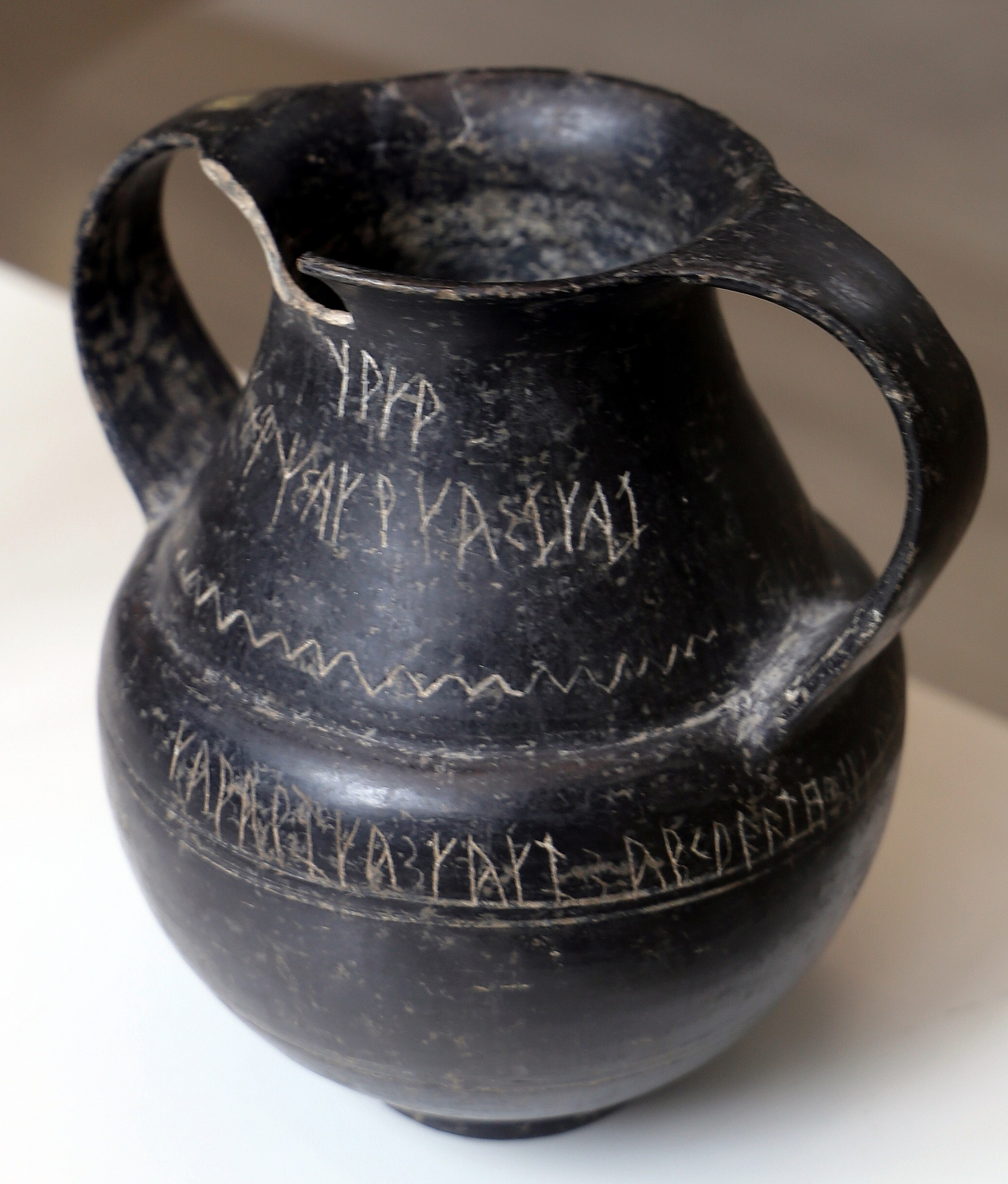
Bucchero-Amphore von Formello

Die Bucchero-Amphore von Formello ist ein etruskisches Artefakt aus dem späten 7. Jahrhundert v. Chr. und befindet sich heute im Museo Nazionale Etrusco di Villa Giulia in Rom. Die Amphore ist aus schwarz gebranntem Ton (Bucchero) gefertigt und diente als Grabbeigabe. Auf dem Gefäß ist zweimal ein frühes etruskisches Alphabet eingeritzt, das als Formello-Alphabet bezeichnet wird.

## Entdeckung der Keramik
Die Bucchero-Amphore wurde 1882 bei der Freilegung eines Hügelgrabs am Monte Aguzzo in der Nähe von Formello in Latium entdeckt. Das Hügelgrab, das im 7. Jahrhundert v. Chr. als Begräbnisstätte einer bedeutenden etruskischen Aristokratenfamilie diente, wird auch als Tumulo Chigi bezeichnet, da das gesamte Areal früher im Besitz der Adelsfamilie Chigi war. Aus diesem Grab stammt auch die Olpe Chigi, ein mit Kriegsszenen und mythologischen Episoden bemaltes Gefäß, das ebenfalls im Museo Nazionale Etrusco di Villa Giulia ausgestellt wird.

## Beschreibung der Keramik
Die Amphore ist 18 cm hoch und hat an der breitesten Stelle einen Durchmesser von 15 cm. Das Gefäß wurde zwischen 625 und 600 v. Chr. aus gebranntem Ton hergestellt. Die schwarze, glänzende Färbung ergibt sich durch einen Brand im sogenannten reduzierenden Feuer. Dabei wird die Sauerstoffzufuhr durch Verengen der Abluftöffnungen und Zugabe von Brennstoff unterbunden, wodurch tiefschwarzes Eisenoxid entsteht. Auf diese Weise gebrannte Keramik wird als Bucchero bezeichnet. Das Muster und die Inschrift wurden nach dem Brand in die Keramik eingeritzt.

## Die Inschrift

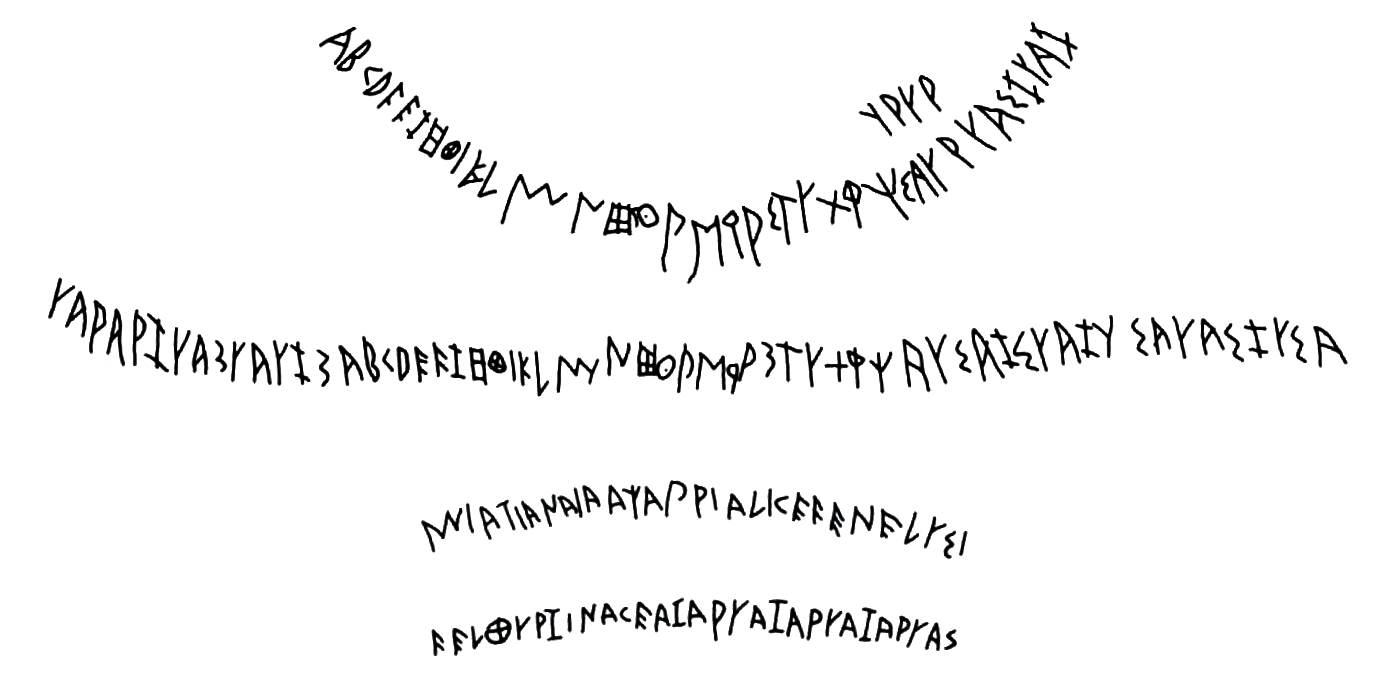
Inschrift auf der Bucchero-Amphore

Auf der Amphore sind in fünf Zeilen etruskische Buchstaben ohne Trennzeichen oder Zwischenraum eingeritzt. Es folgt also ein Buchstabe auf den anderen (scriptio continua).
1. URUR
2. A B C D V E Z H TH I K L M N X O P Ś Q R S T U X PH CH SAURUASZUAZ
3. UARARZUASUAUZS A B C D E V Z H TH I K L M N X O P Ś Q R S T U X PH CH AUSAZSUAZUSAUASZUSA
4. MI ATIANAIA ACHAPRI ALICE VENELUSI
5. VELTHUR ZINACE AZARUAZARUAZARUAS

URUR in Zeile 1 könnte der Plural von URU für leer sein, vielleicht mit der Bedeutung Gläser geleert als ein Ausdruck der Freude. In Zeile 2 folgt nach dem Alphabet eine Buchstabengruppe, die häufig SAURUAS ZUAZ getrennt wird, so dass die erste Buchstabenfolge SAURUAS ein Palindrom ergibt, also ein Wort, das rückwärts gelesen genau denselben Text ergibt. Das nachfolgende Wort ZUAZ ist nahezu palindromisch. Ob diese Wörter eine tatsächliche Bedeutung hatten, konnte bis jetzt nicht geklärt werden. Der Anfang von Zeile 3 wird als UARAR ZUASUAUZ S gelesen. Nach Hinzufügung oder Verschiebung von S ergibt sich mit ZUASU(S)AUZ wieder ein Palindrom. Nach dem Alphabet kann man durch Hinzufügung eines Buchstaben das Palindrom AUSAZ(A)SUA lesen. Am Ende von Zeile 3 und Zeile 5 ergeben sich durch geeignete Trennungen auffällige Wortwiederholungen: ZUSA UAS ZUSA und AZARU AZARU AZARUAS. Diese Palindrome und Wiederholungen könnten neben einem dekorativen Zweck auch eine magische Bedeutung besessen haben.
Zeile 4 ist ansatzweise entschlüsselt: MI steht für Ich und ATIANAIA ist wahrscheinlich der Genitiv des weiblichen Vornamens Atiana oder Atianai. Gelegentlich werden ATI für Mutter und ANAIA voneinander getrennt und als Mutter Anai gelesen. ACHAPRI könnte an dieser Stelle wie in anderen Inschriften das Gefäß benennen, das von Atianai gestiftet worden ist. Denkbar ist auch, dass ACHAPRI der Gentilname von Atianai ist. ALICE ist jedenfalls eine Vergangenheitsform von geben, vermutlich in der 3. Person Singular Aktiv. VENELUSI oder auch VENELISI ist der Dativ von VENEL, einem männlichen Vornamen. Damit ergibt sich für Zeile 4 sinngemäß ergänzt:
Ich (bin das) Gefäß von Atinai. Sie hat (es) Venel (als Geschenk) gegeben.
Bei Inschriften auf Grabbeigaben war es bei den Etruskern üblich, dass der Gegenstand unmittelbar zu dem Betrachter sprach. Möglich ist auch die Lesung Ich Gefäß von Mutter Anai. Sie hat Venel gegeben. Dann hat vielleicht eine Mutter ihrem früh verstorbenen Sohn diese Amphore gewidmet.
Zeile 5 nennt eindeutig den Töpfer der Keramik. VELTHUR ist ein männlicher Vorname im Nominativ und ZINACE ist die Vergangenheitsform in der 3. Person Singular Aktiv von machen oder anfertigen, so dass sich als Lesung ergibt:
Velthur hat (dieses Gefäß) gemacht.

## Das Formello-Alphabet
In Zeile 2 und 3 ist jeweils ein frühes etruskisches Alphabet eingeritzt. Die 26 Buchstaben verlaufen von links nach rechts und entstammen einem westgriechischen Alphabet, das die Etrusker im 7. Jahrhundert v. Chr. von griechischen Siedlern in Kampanien übernommen hatten.

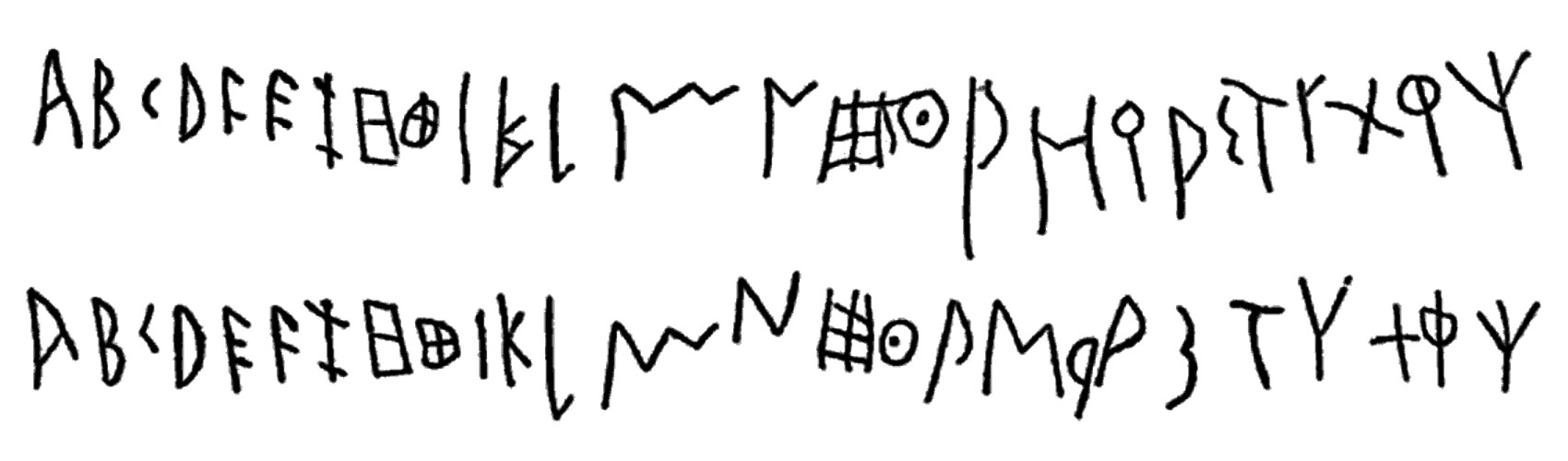
Die zwei Versionen des Formello-Alphabets

Dem Schreiber ist bei der Niederschrift der Buchstaben vermutlich ein Fehler unterlaufen, da in der ersten Version die Buchstaben E und V vertauscht sind. Der Buchstabe für S wird in der zweiten Version spiegelverkehrt dargestellt. In Inschriften aus dieser Zeit findet man das S in beiden Varianten. Bei Text-Inschriften kamen die Buchstaben B, D und O nicht zur Anwendung, da die entsprechenden Laute in der etruskischen Sprache nicht vorkamen. Ein S-Laut in Form eines Fensters fand ebenfalls keine Verwendung.

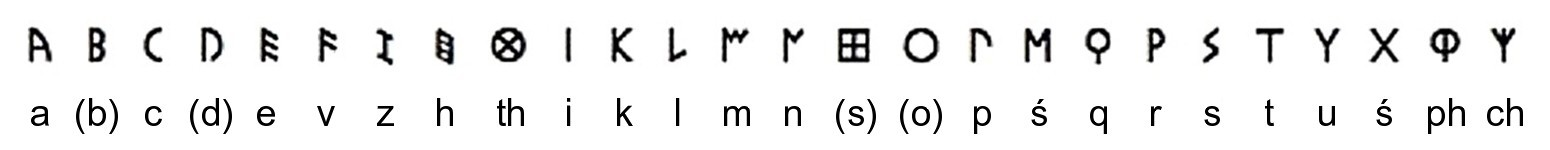
Etruskisches Alphabet aus dem 7. Jahrhundert v. Chr. mit Transliteration. In Klammern nicht verwendete Buchstaben.

## Kulturgeschichtliche Bedeutung
Die Amphore ist ein frühes Beispiel für etruskische Bucchero-Ware und für Alphabete als Inschrift auf solchen Keramiken.
Bucchero-Ware produzierten die Etrusker ab Mitte des 7. Jahrhunderts bis Anfang des 4. Jahrhunderts v. Chr. Dabei entwickelten sie eine große Formenvielfalt, von einfachen Schüsseln und Töpfen bis hin zu Keramiken in der Gestalt von Tieren und menschlichen Körpern. Diese Art von Keramik wurde in einem aufwändigen und arbeitsintensiven Prozess hergestellt, der ein hohes Maß an Geschicklichkeit erforderte. Daher war eine Bucchero-Keramik nicht für den täglichen Gebrauch gedacht, sondern diente als Repräsentationsobjekt im Haushalt oder auch als prestigeträchtige Grabbeigabe.
Aus der etruskischen Frühzeit sind neben der Amphore von Formello noch weitere Artefakte mit Modell-Alphabeten erhalten geblieben, darunter das Bucchero-Hähnchen von Viterbo, ein Alabastron aus der Tomba Regolini-Galassi in Cerveteri und ein weiteres Bucchero-Gefäß aus der Nekropole von Sorbo bei Cerveteri. Die Alphabete auf diesen Artefakten sind wie auf der Amphore rechtsläufig, d. h. von links nach rechts, verfasst. Im 7. Jahrhundert verfassten die Etrusker ihre Inschriften zunächst rechtsläufig, ab dem 6. Jahrhundert v. Chr. linksläufig mit spiegelverkehrten Buchstaben. Z. B. sind auf der Schreibtafel von Marsiliana d’Albegna die Buchstaben linksläufig und spiegelverkehrt eingeritzt. Es sind dieselben Buchstaben wie beim Formello-Alphabet.

Abecedarium von Marsiliana d’Albegna

Offensichtlich empfanden die Etrusker die Darstellung solcher Alphabete in hohem Maß als dekorativ. Daneben veranschaulichten solche Inschriften die Kenntnis der Eigentümer von der gerade erst entwickelten Technik des Schreibens und dienten damit auch als Statussymbol. Zudem kann man davon ausgehen, dass Inschriften auf etruskischen Artefakten auch einen magischen Charakter besaßen, wie die formelhaften Wiederholungen auf der Amphore von Formello nahelegen. Das Schreiben wurde dadurch zu einem rituellen Akt. Ob die Hersteller der Bucchero-Ware oder die wohlhabenden Auftraggeber die Inschrift vornahmen, ist ungeklärt.